# Clark Quinn

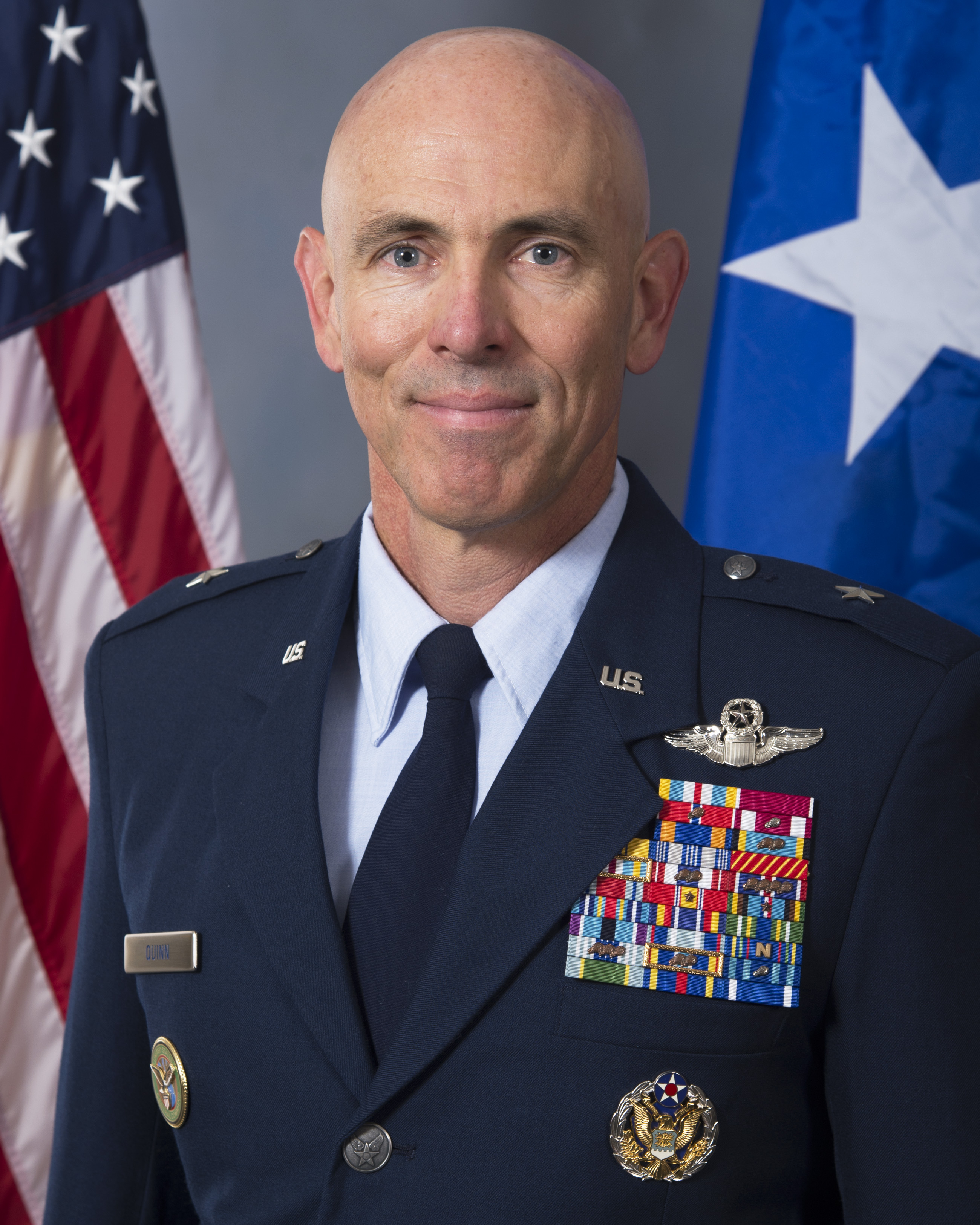
Clark J. Quinn (als Brigadegeneral)

 Clark J. Quinn (* um 1971) ist ein Generalmajor der United States Air Force. Er war unter anderem Kommandeur der 19. Luftflotte (Nineteenth Air Force).
Über die Officer Training School gelangte er im Jahr 1993 in das Offizierskorps der United States Air Force. Dort durchlief er anschließend alle Offiziersränge vom Leutnant bis zum Zwei-Sterne-General.
Im Lauf seiner militärischen Karriere absolvierte er verschiedene Kurse und Schulungen. Dazu gehörten unter anderem eine Ausbildung zum Flugnavigator, zum Kampfpiloten und weitere Fortbildungskurse als Pilot neuer Flugzeugtypen; die Squadron Officer School auf der Maxwell Air Force Base in Alabama; das Command and General Staff College der United States Army in Fort Leavenworth in Kansas und das Air War College auf der Maxwell AFB. Außerdem erhielt er akademische Grade von der University of Florida und der Filiale des Touro Colleges in Kalifornien.
In seinen frühen Jahren als Offizier der Luftwaffe war er an verschiedenen Stützpunkten in den Vereinigten Staaten stationiert. Dabei war er als Pilot, Flugausbilder oder Stabsoffizier bei unterschiedlichen Einheiten tätig. Dazwischen absolvierte er die erwähnten Schulungen. Quinn war als Pilot an der Unterstützung mehrerer militärischer Unternehmungen beteiligt. Dazu gehörten die Operation Southern Watch im Irak, die Operation Noble Eagle, die nach den Terroranschlägen vom 11. September 2001 zum Schutz des amerikanischen Staatsgebiets eingerichtet wurde, der Internationale Militäreinsatz in Libyen 2011 (Unified Protector), die Operation Enduring Freedom und die Operation Inherent Resolve.
Zwischen August 2002 und August 2003 war Clark Quinn als Ausbildungspilot bei der 80. Kampfstaffel auf der Kunsan Air Base in Südkorea stationiert. Nach zwischenzeitlich anderen Verwendungen in den Vereinigten Staaten wurde er im Dezember 2007 in den Nahen Osten versetzt. Dort leitete er bis zum Dezember 2008 eine Stabsabteilung der dem United States Central Command unterstehenden und im Nahen Osten eingesetzten Luftstreitkräfte (Chief, U.S. Central Command Deputy Combined Forces Air Component Commander’s Action Group, Southwest Asia).
Seine nächste Mission führte ihn zur Shaw Air Force Base in South Carolina. Zwischen Januar 2009 und Juli 2011 war er dort zunächst Flugausbilder bei der 77. Kampfstaffel (77th Fighter Squadron) und dann Kommandeur der 20. Unterstützungsschwadron (20th Operations Support Squadron). Nach seinem anschließenden Studium am Air War College wurde Quinn im Juni 2012 erneut in den Nahen Osten versetzt. Auf der Al Udeid Air Base in Katar leitete er bis zum Juni 2013 die Stabsabteilung für Kampfeinsätze (Chief, Combat Plans Division) beim 609th Air and Space Operations Center.
Anschließend kehrte er zur Shaw AFB in South Carolina zurück, wo er zwischen Juni 2013 und April 2014 stellvertretender Kommandeur des 20. Kampfgeschwaders (20th Fighter Wing) war. Es folgte eine Versetzung zur Vance Air Force Base in Oklahoma. Zwischen Juni 2014 und Juni 2016 kommandierte er dort das 71. Ausbildungsgeschwader (71st Flying Training Wing). Danach wurde er nach Stuttgart in Deutschland versetzt, wo er bis zum Juni 2017 als Executive Officer to the Deputy Commander dem Stab des United States European Commands (EUCOM) angehörte. Nach einer zwischenzeitlichen Verwendung im Stab des Hauptquartiers der Air Force wurde Quinn im August 2018 nach Kabul in Afghanistan versetzt. Bis zum April 2019 bekleidete er dort gleichzeitig mehrere Positionen im Stab der dort eingesetzten amerikanischen Streitkräfte (U.S. Forces Afghanistan Assistant Deputy Commander for Air and Vice Commander, 9th Air and Space Expeditionary Task Force Afghanistan, Resolute Support Headquarters, Kabul, Afghanistan).
Anschließend wurde er auf die MacDill Air Force Base in Florida zum Stab des United States Central Commands versetzt. Zwischen Mai 2019 und Juni 2021 war er dort stellvertretender Leiter der Stabsabteilung für strategische Planungen (Vice Director J5, Strategy, Plans and Policy). In der Folge verblieb er auf diesem Stützpunkt. Bis zum Mai 2023 war er dort stellvertretender Kommandeur der Shaw AFB und der Air Forces Central bzw. der 9. Luftflotte (Ninth Air Force).
Am 5. Juni 2023 übernahm Clark Quinn als Nachfolger des kommissarischen Kommandeurs Christopher R. Amrhein auf der Randolph Air Force Base in Texas das Kommando über die 19. Luftflotte. Dieses Amt bekleidete er bis zum 8. Juli 2024, als er von Gregory Kreuder abgelöst wurde. Danach verblieb er auf der Randolph AFB, wo er das Amt des stellvertretenden Kommandeurs des Air Education and Training Commands übernahm, das er bis heute (April 2025) innehat.
Während seiner aktiven Zeit als Militärpilot absolvierte er über 3000 Flugstunden auf verschiedenen Flugzeugtypen.

## Daten der Beförderungen
| Abzeichen | Rang               | Jahr              |
| --------- | ------------------ | ----------------- |
|           | Second Lieutenant  | 31. März 1993     |
|           | First Lieutenant   | 31. März 1995     |
|           | Captain            | 31. März 1997     |
|           | Major              | 1. Juli 2003      |
|           | Lieutenant Colonel | 1. September 2007 |
|           | Colonel            | 1. August 2013    |
|           | Brigadier General  | 7. September 2018 |
|           | Major General      | 6. Juli 2021      |

## Orden und Auszeichnungen
Clark Quinn erhielt im Lauf seiner militärischen Laufbahn unter anderem folgende Auszeichnungen:
- Air Force Distinguished Service Medal
- Defense Superior Service Medal
- Legion of Merit
- Bronze Star Medal
- Meritorious Service Medal
- Air Medal
- Aerial Achievement Medal
- Air and Space Commendation Medal
- Air and Space Achievement Medal
- Combat Action Medal